# 莫汉·比克拉姆·辛格
莫汉·比克拉姆·辛格（英語：Mohan Bikram Singh，缩写为MBS；1935年—），化名加尔蒂（Gharti），尼泊尔政治人物。

## 生平
1935年，辛格出生在尼泊尔，父亲是一个富裕的地主。
1950年，辛格参加反对拉纳家族的起义。
1950年—1951年，辛格加入尼泊尔大会党，致力于争取民主。
1953年，辛格加入尼泊尔共产党。
1957年，辛格当选尼泊尔共产党中央委员会委员。
1960年，辛格参加皇家政变，被逮捕监禁。
1961年，尼泊尔共产党开始分裂的时候，辛格力推“制宪议会”，辛格得到了许多追随者，但是没有一个原尼泊尔共产党中央委员会委员支持他。
1962年，尼泊尔共产党正式分裂，辛格组建自己的派系“尼泊尔共产党 (阿玛蒂亚)”。
1971年，辛格被尼泊尔当局从监狱中释放，辛格流亡印度，一直居住在印度，直到1990年；曼·莫汉·阿迪卡里则在1969年被尼泊尔当局释放，比他早2年。辛格、沙穆布拉穆·斯雷斯塔（Shamburam Shrestha）和尼尔马尔·拉玛（Nirmal Lama）组建尼泊尔共产党 (普斯巴·拉尔)“中央核心”，但是不久之后就解散了。
1974年，辛格和尼尔马尔·拉玛组建了尼泊尔共产党（第四次大会）。
1983年，辛格和尼尔马尔·拉玛产生了矛盾。辛格另行组建尼泊尔共产党（火炬） (1983年)，但是这个新派系仍然分裂不断。
1987年，辛格又组建了新派系尼泊尔共产党（火炬） (1984年)。
1990年，尼泊尔共产党（火炬） (1984年)反对联合左翼阵线与尼泊尔大会党结盟，并与尼泊尔共产党（火炬） (1983年)、尼泊尔共产党（马列毛）组建联合全国人民运动。
2002年，尼泊尔共产党（火炬） (1984年)和尼泊尔共产党（团结中心）合并为尼泊尔共产党（团结中心—火炬），辛格担任总书记。
2005年1月，辛格卸任总书记职位，他又带领追随者参与组建七党联盟。
2006年，辛格出任新成立的尼泊尔共产党（火炬） (2006年)的总书记。
2007年，72岁的辛格重新办理他的公民身份证。